# Рождественка (Татарстан)
 Рождественка  — деревня в Альметьевском районе Татарстана. Входит в состав Аппаковского сельского поселения.

## География
Находится в юго-восточной части Татарстана на расстоянии приблизительно 18 км по прямой на запад от районного центра города Альметьевск.

## История
Основана в XVIII веке, в XIX веке проживали старообрядцы.

## Население
Постоянных жителей было: в 1782 году — 14 душ мужского пола, в 1795 — 44, в 1841 — 85, в 1859—105, в 1870—141, в 1884—152, в 1905—238, в 1912—237, в 1920—233, в 1926—226, в 1938—230, в 1949—132, в 1958—128, в 1970 — 44, в 1979 — 24, в 1989 — 8, в 2002 − 6 (русские 100 %), 6 в 2010.